# He Did and He Didn't

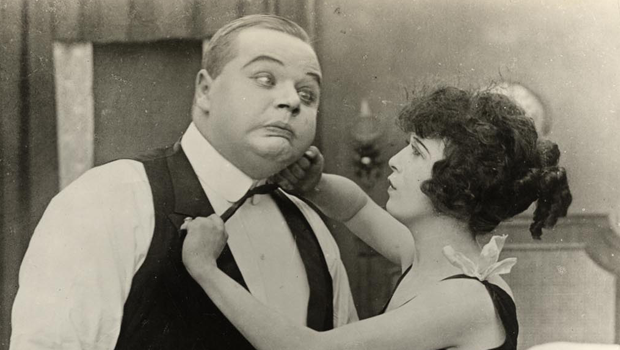
Roscoe Arbuckle i Mabel Normand en un fotograma de la pel·lícula

He Did and He Didn't és una pel·lícula muda dirigida per Roscoe Arbuckle i protagonitzada per ell mateix i Mabel Normand. Va ser la primera pel·lícula dirigida per Arbuckle com a cap de la divisió de la Keystone a Nova York. Es tracta d'una comèdia que fuig de la comèdia de clatellades amb lleugers tics de pel·lícula de por que ha estat considerada la pel·lícula amb l'argument més sofisticat de les que va arribar a publicar la Keystone. Es va estrenar el 30 de gener de 1916.

## Repartiment
- Roscoe Arbuckle (el metge)
- Mabel Normand (la seva esposa)
- William Jefferson (company d'escola de l'esposa)
- Al St. John (el lladre)
- Joe Bordeaux (el còmplice del lladre)
- Lloyd Peddrick (el majordom)
- Jimmy Bryant (segon còmplice del lladre)
- Gilbert Ely (el policia)

## Argument
Fatty és un metge molt gelós casat amb Mabel. Viuen en una casa acomodada amb criats i majordom. Un dia reben la carta d'un antic company d'escola de Mabel que els anuncia que el visitarà i que s'hi quedarà alguns dies. A Mabel li fa molta il·lusió però a Fatty no perquè sospita que aquest pugui tenir algun interès il·legítim en la seva dona. Quan el company arriba la simpatia entre Mabel i ell és molt gran i això genera molts de nervis en el marit. No saben que un grup de 3 lladres intenta robar a casa seva. A l'hora de sopar, cranc de riu, el primer lladre es fa passar per un coix que demana que el visiti i en un moment de distracció intenta obrir la caixa forta. Fatty el descobreix i el fa fora a patades. Després de sopar la tensió del marit que sospita de l'amic encara puja més. Per rebaixar-la, aquest marxa a la seva cambra a dormir. Poc després ho fa Mabel i només queda Fatty de guàrdia per si truca algun client.
Aleshores, el segon còmplice truca des d'un bar reclamant que el metge el visiti a una adreça determinada. Tot i que Mabel li demana que es quedi, ell, per despit de la vetllada marxa en un descapotable. Mabel, trista, demana de parlar amb l'antic company que, com ella, ja va en pijama i se li abraça per explicar-li les seves penes. En aquell moment descobreixen el tercer lladre amagat dins de casa i es produeix una persecució que acaba amb el lladre estimbat per una finestra i Mabel desmaiada. L'hoste l'agafa en braços i la porta al seu llit i en aquell moment arriba Fatty que ha tornat corrents en veure que l'han enviat a una casa deshabitada, sospitant d'ells dos. En veure Mabel als seus braços en pijama pren una pistola però llença per la finestra l'amic de Mabel. En aquest moment aquest es desvetlla, ha estat un somni. La imatge torna a la cambra on Fatty pica i escanya Mabel deixant-la per morta. Quan surt, ella s'aixeca i pren la pistola i el dispara mentre ell baixa l'escala. En aquell moment, Fatty també es desperta i veu que ha estat un somni també per a ell. Els dos homes es retroben al passadís i veuen alleujats Mabel que dorm tranquil·lament i donen la culpa dels malsons al cranc que han sopat.